# Kammergrab von Glyn

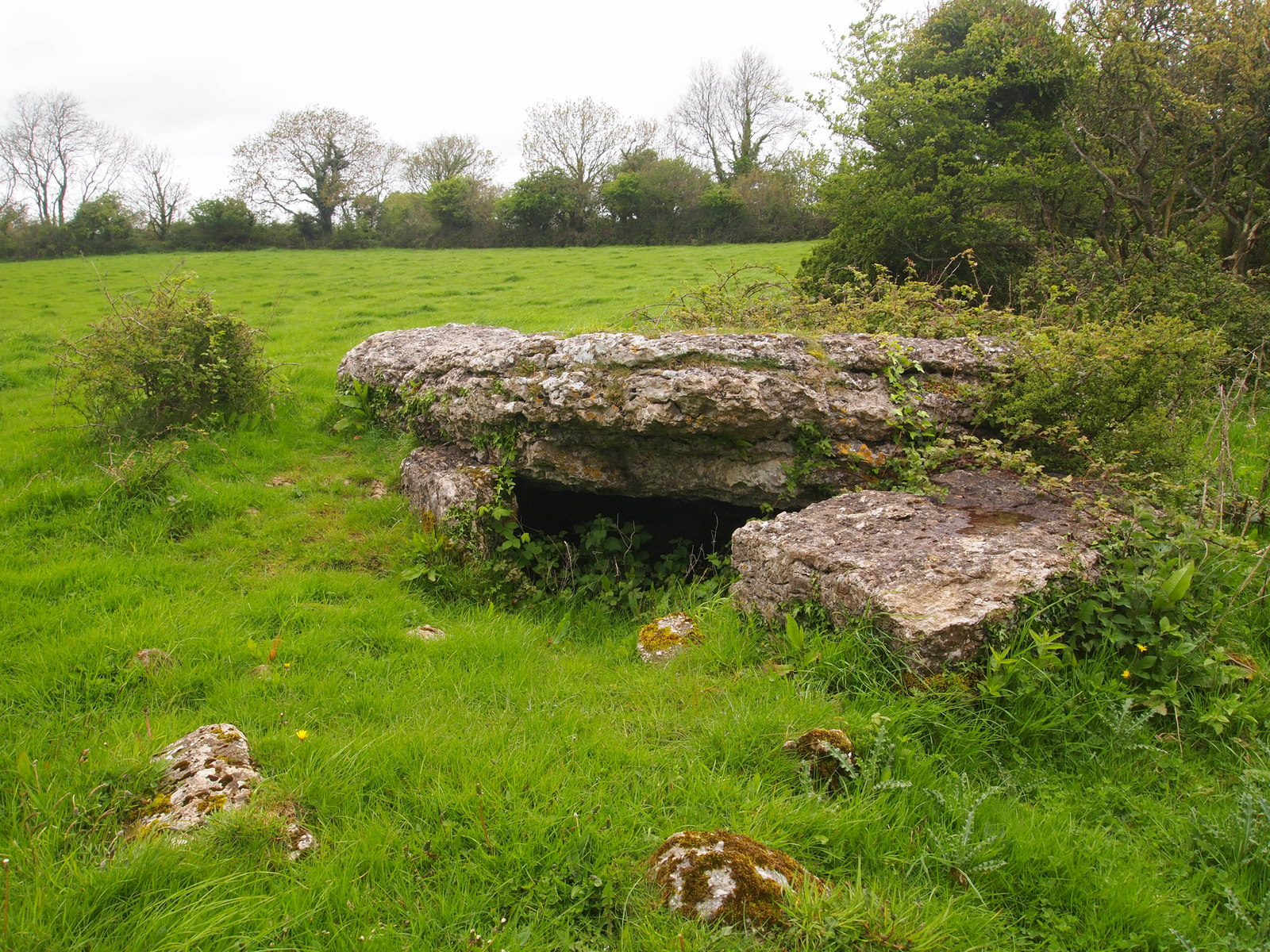
Kammergrab von Glyn

Das neolithische Kammergrab von Glyn (englisch chambered tomb) liegt an einem sanften Hang des Coed y Glen, am Südrand des Dorfes Benllech, über der „Red Wharf Bay“ im Osten von Anglesey in Wales. Weniger als 800 m entfernt liegen mit Pant-y-Saer eine weitere neolithische Megalithanlage und ein vermutetes Wikingerfrauengrab. 
Glyn gehört zu keinem der gängigen Anlagentypen auf den Britischen Inseln. Es liegt am Rand einer Kalksteinterrasse und statt mit aufrecht gestellten Platten errichtet, ist es in den Boden eingetieft. Liegende Kalksteinblöcke tragen den riesigen angewitterten und zerbrochenen Deckstein. Die Zuordnung eines dritten Bruchstückes zum Deckstein ist unklar. Gehört er dazu, dann wäre dieser 4,5 m lang gewesen. Es gibt nur noch Spuren eines Hügels. Ein erhabenes Gebiet um die Anlage, mit einem Durchmesser von etwa 14 Metern ist vermutlich sein Rest.
Die fundleere Anlage wurde 1909 teilweise untersucht.
Das Kammergrab von Glyn ist ein Scheduled Monument. In der Nähe liegen das Goosehouse und der Dolmen Pant-y-Saer.